# 오마르 알바시르
오마르 하산 아마드 알바시르(아랍어: عمر حسن أحمد البشير, 문화어: 오마르 하싼 아흐마드 알바쉬르, 1944년 1월 1일~)는 수단의 전 대통령이다. 수단 육군 중장으로 복무 중이던 1989년 6월 30일에 수단 육군 장교 집단을 이끌고 사디크 알마흐디 총리 정부를 무혈 쿠데타로 전복시켜 정권을 장악하였으나 2019년 4월 11일 수단 군부에 의해 30년의 독재 끝에 대통령에서 축출당했다.

## 어린 시절
알바시르는 수단의 수도인 하르툼에서 150km 떨어진 나일주 호슈반나가 마을에서 아프리카-아랍계 가문의 아들로 태어났으며 유년기의 대부분의 기간 동안에 그곳에서 교육을 받았다. 그리고 알바시르의 가족들은 하르툼으로 이사하여 교육을 마쳤다.
알바시르는 1960년에 수단 육군에 입대하여 이집트 군사학교에 재학했다. 1966년에는 수단 군사학교를 졸업했고 1973년에 일어난 욤 키푸르 전쟁에서는 이집트 군대에 입대하여 참전했다.

### 가족 관계
알바시르는 사촌인 칼리드 파티마와 처음 결혼을 했고, 두 번째 아내인 오마르 바베르케르 와이다드와도 결혼했다. 그러나 자식은 낳지 않았다.

## 1989년 쿠데타
알바시르 수단 육군 대령은 1989년 6월 30일에 수단 육군 장교들과 함께 무혈 쿠데타를 일으켜 아메드 알미르가니 대통령과 사디크 알마흐디 총리를 축출하고 정권을 장악했다. 과도 정부를 수립한 수단 군부는 수단 전국에 이슬람교의 교리에 따른 법률을 적용하고 모든 정당의 활동을 정지시켰다. 알바시르는 수단의 입법권, 행정권을 독점한 국가구제혁명평의회를 설립하고 스스로 의장으로 취임했다.
알바시르는 1990년대 초반에 수단의 이슬람주의 정치 조직인 국가 이슬람 전선과 연합하여 수단을 이슬람교의 율법인 샤리아에 근거한 이슬람주의 국가로 만들려는 계획을 세웠다. 또한 정당 및 정치 단체 활동을 금지하고 언론을 검열하는 한편 자신에 비판적인 주요 정치인과 언론인을 투옥하고 처형시켰다.

## 수단의 대통령
1993년 10월 16일에 국가구제혁명평의회가 자진 해체되면서 알바시르는 수단의 대통령으로 취임했다. 1996년 3월에 실시된 대통령 선거에서는 무소속으로 출마하여 압도적인 득표율로 당선되었다. 1998년에는 하산 알투라비 수단 의회 의장과 수단 의회의 반대에도 불구하고 새 헌법과 정당의 설립을 제한하는 법률을 통과시켰다. 1999년 12월에는 수단 의회에 군대를 파견하여 자신의 입장에 비판적이었던 하산 알투라비를 축출시키고 수단 의회를 강제로 해산시켰다.
2000년 12월에 실시된 대통령 선거에서는 알바시르를 지지하는 세력들이 중심이 된 정당인 국민회의 소속으로 출마하여 압도적인 득표율로 당선되었지만 야권 진영은 선거에 참여하지 않았다. 또한 국민회의는 수단 의회에 배정되어 있던 전체 360석 가운데 350석을 차지했다. 알바시르는 2005년부터 2010년까지 수단 국민회의와 남수단 수단 인민해방군과의 평화 협정에 따라 수립된 수단 과도 정부의 대통령을 역임했다.
2010년 4월에 실시된 대통령 선거에서는 68%의 득표율을 기록하면서 당선되었지만 선거 과정에서 부패, 폭력, 협박이 자행되었다는 비판을 받았다. 2015년 4월에 실시된 대통령 선거에서도 야권 진영이 선거 참여를 거부한 상황에서 94.1%의 득표율을 기록하면서 당선되었다. 2019년 4월 11일에 쿠데타를 일으킨 수단 군부는 국영 텔레비전을 통해 공개된 공식 성명을 통해 알바시르가 수단의 대통령에서 축출되었음을 공식 선언했다.

## 무력 분쟁 개입
2008년 7월 국제 형사 재판소는 다르푸르에서 일어난 인종 대량 학살, 전쟁 범죄, 반인륜적 범죄를 자행한 혐의로 알바시르에게 체포 영장을 청구했다. 이는 국제 형사 재판소가 2002년 창설 이래 처음으로 국가 수반을 기소한 첫 사례가 됐다. 이 때문에 알바시르의 해외 방문은 자유롭지 못했으나, 증거 부족에 의한 기소 철회로 재판은 진행되지 않았다.
2019년에 일어난 쿠데타를 통해 오마르 알바시르를 축출한 수단 과도 정부 주권위원회는 2020년 2월 11일에 공개된 공식 성명을 통해 수단 과도 정부가 다르푸르 반군과의 회담을 통해 수단에서 재판 중인 오마르 알바시르 전 대통령의 신병을 국제 형사 재판소에 넘겨주기로 합의했다.

## 기타
위키리크스에 공개된 자료에 따르면 알바시르는 수단의 대통령을 역임하던 동안에 약 90억 달러를 빼돌렸다고 하는데 이는 전쟁을 통해 병사들이 약탈한 자금으로 충당한 것으로 추정된다.

## 역대 선거 결과
| 선거명      | 직책명        | 대수 | 정당     | 득표율 | 득표수       | 결과 | 당락 |
| ----------- | ------------- | ---- | -------- | ------ | ------------ | ---- | ---- |
| 1996년 선거 | 수단의 대통령 | 9대  | 무소속   | 75.68% | 4,181,784표  | 1위  |      |
| 2000년 선거 | 수단의 대통령 | 9대  | 국민회의 | 86.5%  | 10,380,000표 | 1위  |      |
| 2010년 선거 | 수단의 대통령 | 9대  | 국민회의 | 68.24% | 6,901,694표  | 1위  |      |
| 2015년 선거 | 수단의 대통령 | 9대  | 국민회의 | 94.05% | 5,252,478표  | 1위  |      |

## 같이 보기
- 수단의 역사